# Stock (Einheit)
Stock war ein deutsches Volumenmaß und vorwiegend in Hamburg verbreitet. Das Maß entsprach der Last, fand aber nur beim Handel mit Gerste Anwendung und unterschied sich in der Maßkette zur Last.
- 1 Stock = 3 Wispel = 30 Scheffel = 90 Fass = 180 Himten = 720 Spint[1]
- 1 Stock = 1 ½ Last = 49,465 Hektoliter
  - 1 Hektoliter = 0,0202163 Stock Gerste[2]

In der Praxis hatte die Last 31 bis 31,5 Hektoliter, konnte aber in Abhängigkeit vom Himten (27,48 Liter) knapp 33 Hektoliter betragen, sodass ein Stock zwischen 46,5 und 49,5 Hektoliter Gerste aufwies.
In der Torfwirtschaft im Stich verstand man unter einem Stock ein Maß, das eine Länge von 8 Fuß hatte.